# Маноле, Мэдэлина
Магдале́на-А́нка «Мэдэли́на» Мано́ле (рум. Magdalena-Anca «Mădălina» Manole; 14 июля 1967, Вэлений-де-Мунте, Румыния — 14 июля 2010, Отопени, Илфов, Румыния) — румынская певица.

## Ранние годы и начало карьеры
Магдалена-Анка «Мэдэлина»  Маноле  родилась 14 июля 1967 года в Вэлений-де-Мунте (Румыния) в семье Иона и Евгении Маноле. Мэдэлина, воспитанная в духовной семье, с ранних лет испытывала страсть к музыке. Маноле вдохновлялась своей матерью, которая исполняла фолк. Будучи ребёнком она очень хотела научиться играть на гитаре и поэтому начала брать уроки у Аны Ионески Тателеа, фолк-исполнительницы из Плоешти.
В возрасте 15-ти лет Мэдэлина стала членом «Cenacle Youth of Prahova» во главе с Лукианом Аврамеску. Одновременно Маноле продолжала учиться в химической школе в Плоешти, которую она успешно окончила. После окончания «Băneasa School of Air Traffic Controllers» она в течение 4-х лет работала авиадиспетчером.Как молодая певица Мэдэлина искала успеха, сформировав музыкальную группу «Alfa şi Beta» со Стефанией Гитэ.

## Личная жизнь и смерть
В 1994 году Мэдэлина вышла замуж за Сербана Георгеску (род.1952), но позже они развелись.
В октябре 2009 года Мэдэлина вышла замуж за своего давнего возлюбленного Питера Мирча, с которым на тот момент она уже имела сына — Питера Мирча-младшего (род.08.06.2009).
14 июля 2010 года, в день своего 43-летия, Мэдэлина покончила жизнь самоубийством, выпив почти пол литра карбофурана и была найдена мёртвой своим мужем Питером.